# Eduard Wladimirowitsch Barkanow
Eduard Wladimirowitsch Barkanow (auch als Edward Barkanow bekannt; russisch Эдуард Владимирович Барканов, wissenschaftliche Transliteration Ėduard Barkanov; * 31. Dezember 1975) ist ein russischer Badmintonspieler, der im Parabadminton in der Startklasse BMSTL3 (SL4) an den Start geht. Seine größten Erfolge sind zwei Silbermedaillen bei Europameisterschaften.

## Karriere
Bei der Weltmeisterschaft 2003 in Cardiff startete Barkanow im Herreneinzel und verlor im Viertelfinale (der ersten Runde) gegen den Thailänder Adisak Saengarayakul mit 5:15, 6:15.
Bei der Europameisterschaft 2004, die in Tilburg ausgetragen wurde, war Barkanow einer von fünf Teilnehmern im Herreneinzel, das im Jeder-gegen-jeden-Turnier ausgetragen wurde. Gegen Eliahu Karadi verlor Barkanow 15:17, 1:15, die anderen drei Begegnungen konnte er gewinnen: gegen Waleri Kurutschkin mit 10:15, 15:9, 15:7, gegen Lutz Sauppe aus Deutschland mit 15:2, 15:6 und gegen Guus Maassen aus dem Königreich der Niederlande mit 15:7, 15:1. Barkanow errang damit die Silbermedaille hinter Eliahu Karadi aus Israel und vor seinem Landsmann Waleri Kurutschkin. Im Herrendoppel nahm Barkanow mit seinem Landsmann Dmitri Petuchow teil; das Doppel wurde ebenfalls mit fünf Teilnehmern als Jeder-gegen-jeden-Turnier ausgetragen. Gegen die Spanier Juan Antonio Ramirez Valle und Vincente Henares Prados (die Europameister wurden) verloren sie mit 4:15, 3:15, gegen Pascal Wolter und Jens Behnke aus Deutschland mit 4:15, 1:15 und gegen Eliahu Karadi und Shimon Ben-Yakov aus Israel mit 5:15, 6:15. Gegen das deutsch-niederländische Duo Guus Maassen/Lutz Sauppe gewannen sie mit 15:13, 15:2. Barkanow und Petuchow belegten den vierten Platz vor Eliahu Karadi und Shimon Ben-Yakov. Vor ihnen lagen die Deutschen Pascal Wolter und Jens Behnke.
Bei der Europameisterschaft 2006 in La Rinconada startete Barkanow in Gruppe zwei. Gegen Fulgencio Garcia aus Spanien verlor er mit 16:21, 12:21 und gegen Ralf Huesmann aus Deutschland gewann er mit 21:15, 21:18, somit belegte er den zweiten Platz hinter Garcia und vor Huesmann. Im Viertelfinale besiegte er den Deutschen Michael Benthele mit 21:11, 21:9 und im Halbfinale den Spanier Vincente Henares mit 21:12, 21:19. Im Finale musste er sich dem Deutschen Peter Schnitzler mit 13:21, 7:21 geschlagen geben. Somit erhielt Barkanow wie schon bei der vorherigen Austragung die Silbermedaille.
Im Herrendoppel trat er wie bei der letzten Austragung mit seinem Landsmann Waleri Kurutschkin an. In der Gruppenphase (zwei Dreiergruppen) verloren sie gegen Fulgencio Garcia aus Spanien, der mit Eliahu Karadi aus Israel spielte, mit 19:21, 8:21. Das zweite Spiel gegen Michael Benthele und Ralf Huesmann aus Deutschland konnten sie mit 21:17, 21:11 gewinnen. Im Halbfinale verloren sie mit 14:21, 13:21 gegen Lutz Sauppe und Peter Schnitzler aus Deutschland. Da der dritte Platz nicht ausgespielt wurde, teilten sie sich die Bronzemedaille mit Vincente Henares und Juan Ramirez aus Spanien.
Bei der Europameisterschaft 2008 in Dortmund startete Barkanow im Herreneinzel in Gruppe A und verlor beide Spiele; gegen Oded Habshush aus Israel mit 16:21, 11:21 und gegen Jan-Niklas Pott aus Deutschland mit 10:21, 18:21. Im Herrendoppel startete er mit seinem Landsmann Alexander Mekhdiev, auch hier gingen beide Spiele verloren; gegen Lutz Sauppe und Peter Schnitzler aus Deutschland mit 13:21, 17:21 und gegen Jan-Niklas Pott aus Deutschland und Scott Richardson aus England mit 16:21, 22:20, 13:21.
Bei der Europameisterschaft 2010 in Filzbach nahm Barkanow im Herreneinzel teil und verlor wie bei der vorigen Ausgabe beide Spiele der Gruppenphase; gegen Oded Habshush aus Israel mit 6:21, 12:21 und gegen Bruno Forbes aus England mit 17:21, 15:21. Im Herrendoppel, das als Jeder-gegen-jeden-Turnier ausgetragen wurde, startete er mit seinem Landsmann Oleg Dontsov. Sie errangen zwei Siege: gegen Michael Benthele aus Deutschland und Scott Richardson aus England mit 21:12, 23:21 und gegen Meva Singh Dhesi und Lorraine Lancaster aus England mit 21:12, 21:10. Die beiden anderen Spiele gingen verloren, mit 20:22, 18:21 gegen Oded Habshush und Eli Keradi aus Israel und mit 12:21, 21:19, 20:22 gegen Bruno Forbes und Daniel Lee aus England. Barkanow und Donzow errangen damit hinter Habshush/Keradi und Forbes/Lee die Bronzemedaille.